# 愛媛県立今治病院
愛媛県立今治病院（えひめけんりついまばりびょういん、英語：Ehime Prefectural Imabari Hospital）は、愛媛県今治市にある医療機関。愛媛県公営企業の設置等に関する条例（昭和41年12月20日条例第37号）に基づき愛媛県が運営している県立病院である。今治圏では最も診療科数、病床数が多い拠点病院の1つである。

## 診療科目
- 内科
- 小児科
- 耳鼻咽喉科
- 産婦人科
- 外科
- 呼吸器科
- 消化器科
- 循環器科
- 整形外科
- 泌尿器科
- 心臓血管外科[注釈 1]
- 脳神経外科
- 麻酔科
- 精神科[注釈 1]
- 心療内科[注釈 1]
- 放射線科

## 沿革
- 1945年9月 - 日本医療団今治病院が開設され、診療を開始。
- 1948年6月 - 愛媛県に移管され、愛媛県立今治病院となる。
- 1983年4月 - 今治市石井町に新病院が開院（今治市常盤町より移転）。

## アクセス
病院公式サイト「交通アクセス」も参照。
- 西瀬戸自動車道今治北インターチェンジから約2km
- JR予讃線今治駅から約3km
- 瀬戸内運輸･瀬戸内海交通「県病院前」（停留所）
  - 今治駅からせとうちバスで約10分。
  - 宮浦港、大三島BSからせとうちバス特急便･瀬戸内海交通急行便で約50分、約40分。

## 周辺情報
- 今治近見郵便局
- 越智今治農業協同組合近見支店
- 今治警察署近見駐在所